# 和歌山城公園動物園
和歌山城公園動物園（わかやまじょうこうえんどうぶつえん）は、和歌山県和歌山市一番丁の和歌山城公園内にある動物園。日本動物園水族館協会加盟施設。移転の計画が進んでいたが平成26年に当選した尾花正啓市長によって現在地での再整備が検討されている。

## 施設
- 童話園 - 主に哺乳類を飼育展示
- 水禽園 - 主に水鳥を飼育展示

園は20種の哺乳類・26種の鳥類・爬虫類5種、51種155点を飼育する（2024年4月現在）。
持ち歩ける園内地図が公開されている。

## 主な飼育動物

### 童話園
- ロップイヤーウサギ
- ペンギン
- アメリカビーバー
- ピグミーゴート
- ヨザル
- フクロギツネ
- エリマキキツネザル
- インドクジャク
- ハクビシン
- ヒツジ
- マーラ
- ホンシュウジカ
- シェットランドポニー
- ミニブタ
- エミュー
- オカメインコ
- オオダルマインコ
- キンケイ など

### 水禽園
- フラミンゴ
- モモイロペリカン
- ツル
- ハクチョウ
- カルガモ
- オシドリ
- ウミネコ
- ホオジロカンムリヅル など

### ツキノワグマのベニー
1994年よりツキノワグマの「ベニー」（メス・推定1993年生）を飼育する。このベニーは冬籠りするクマとして知られ、毎年1月中旬になると寝室で眠りにつき、2-3日に1回の頻度で起き、サツマイモやバナナなどの餌やトイレをすます。冬ごもり明けは毎年3月中旬から下旬である。
ベニーの体重は2011年までは130㎏（冬眠後）あったが、夏バテにより体重が落ち、2012年1月の体重は100㎏となり、以後100㎏と公表される。老衰のため2024年（令和6年）7月18日死去。

## 沿革
- 1915年（大正4年）4月7日 - 和歌山公園動物園として大正4年に整備開始[11]。
- 1970年（昭和45年）5月5日 - リニューアルオープン[12]
- 2007年（平成19年）
  - 5月 - 埼玉県こども動物自然公園から6匹のマーラを譲渡される
  - 9月5日 - メスのマーラが3匹誕生
- 2019年（平成31年）4月1日 - 公園の名称変更に伴い、和歌山城公園動物園へ改称[13][14]。

## 観光

### 利用情報
- 開園時間 - 9時 - 17時
- 休園日 - 火曜日（繁忙期は開園）
- 入園料 - 無料

### 交通アクセス
- 和歌山駅から和歌山バス『和歌山城前』バス停より徒歩約6分、『岡山町』バス停より徒歩約3分
- 和歌山市駅から和歌山バス『県庁前』バス停より徒歩約7分